# بودویابر
بودویابِر (به مجاری:  Bodolyabér) یک منطقهٔ مسکونی در مجارستان است که در ناحیه کوملو واقع شده‌است.